# Novale
Novale (korsisch Nuvale) ist eine Gemeinde in der Castagniccia auf der französischen Mittelmeerinsel Korsika. Sie gehört zum Département Haute-Corse, zum Arrondissement Corte und zum Kanton Castagniccia. Die Bewohner nennen sich Novalais oder Nuvalacci.

## Geografie
Der Dorfkern liegt auf ungefähr 600 Meter über dem Meeresspiegel im korsischen Gebirge. Nachbargemeinden sind
- Perelli im Nordwesten,
- Piazzali im Norden,
- Ortale im Nordosten,
- Pietra-di-Verde im Südosten,
- Moïta im Süden,
- Matra im Südwesten.

## Bevölkerungsentwicklung

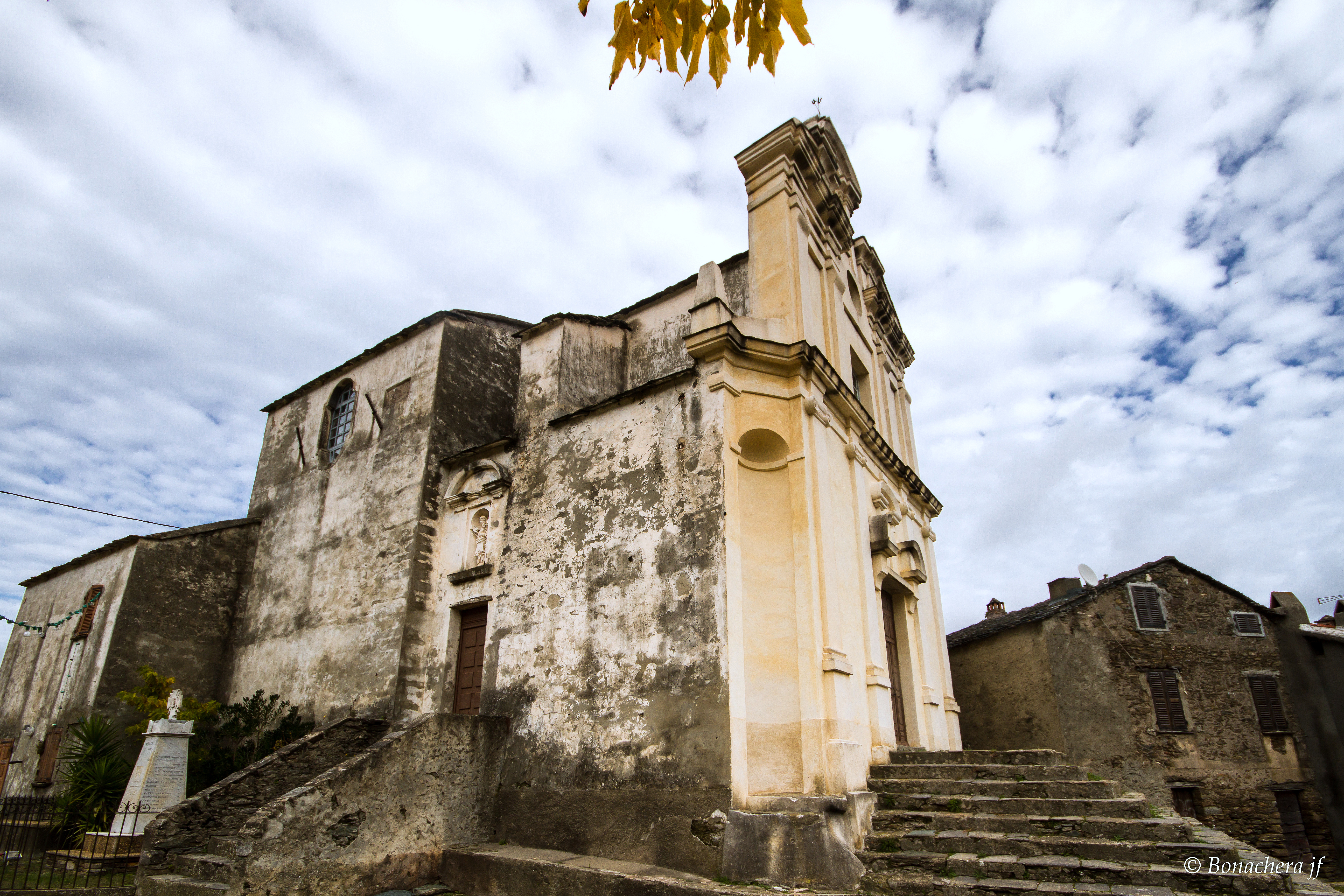
Kirche Saint-Étienne

| Jahr      | 1962 | 1968 | 1975 | 1982 | 1990 | 1999 | 2008 | 2012 |
| --------- | ---- | ---- | ---- | ---- | ---- | ---- | ---- | ---- |
| Einwohner | 106  | 96   | 91   | 89   | 68   | 69   | 51   | 53   |